# Afritrophon
Afritrophon là một chi ốc biển, là động vật thân mềm chân bụng sống ở biển trong họ Muricidae, họ ốc gai.

## Các loài
Các loài thuộc chi Afritrophon bao gồm:
- Afritrophon agulhasensis (Thiele, 1925)[2]
- Afritrophon inglorius Houart, 1987[3]
- Afritrophon insignis (Sowerby, 1900)[4]
- Afritrophon kowieensis (Sowerby, 1901)[5]